# SNK Alpha 68000 Based Hardware
SNK Alpha 68000 Based Hardware es una Placa de arcade creada por SNK destinada a los salones arcade.

## Descripción
El SNK Alpha 68000 Based Hardware fue lanzada por SNK en 1987.
El sistema tenía un procesador 68000, operando a una frecuencia que está dentro del rango de entre 6 y 10 MHz, dependiendo del juego. Para el audio cuenta con un Z80 operando a una frecuencia que está dentro del rango de entre 4 y 8 MHz, dependiendo del juego, y  chips de sonido que también varían dependiendo del título:  una configuración de 3 chips, compuestos por un YM2203 a 3 MHz, un YM2413 a 8 MHz y un DAC a 8 MHz; un AY8910 a 2 MHz; y un YM3812 a 4 MHz.
En esta placa funcionaron 9 títulos: Gang Wars, Gold Medalist, Mahjong Block Jongbou, Next Space, The, Paddle Mania, Sky Adventure, Sky Soldiers, Super Champion Baseball, Time Soldiers / Battle Field.

## Especificaciones técnicas

### Procesador
- 68000 trabajando en el rango de entre 6 MHz y 10 MHz

### Audio
- Z80 trabajando en el rango de entre 4 MHz y 8 MHz

Chips de sonido:
Dependiendo del videojuego, se presentan las siguientes configuraciones:
- YM2203 a 3 MHz, un YM2413 a 8 MHz y un DAC a 8 MHz
- AY8910 a 2 MHz
- YM3812 a 4 MHz

## Lista de videojuegos
- Gang Wars
- Gold Medalist
- Mahjong Block Jongbou
- Next Space, The
- Paddle Mania
- Sky Adventure
- Sky Soldiers
- Super Champion Baseball
- Time Soldiers / Battle Field